# Ernst Muellenbach

Ernst Muellenbach um 1900

Leo Ernst Achilles Muellenbach (Pseudonym Ernst Lenbach; * 3. März 1862 in Köln; † 24. Juli 1901 in Poppelsdorf) war ein deutscher Romanschriftsteller, Novellist und Lyriker.

## Leben und Werk
Muellenbach wuchs in Köln auf. Nach dem Besuch des dortigen Friedrich-Wilhelm-Gymnasiums studierte er Philologie und Geschichtswissenschaften in Bonn. Prägenden Einfluss hatten der Gymnasiallehrer Oskar Jäger und die Professoren Franz Bücheler und Arnold Dietrich Schaefer. Nach der Promotion wurde er zunächst Redakteur der Bonner Zeitung, widmete sich aber dann hauptberuflich der Schriftstellerei. Er heiratete Josephine Gaßmann und ließ sich in Poppelsdorf bei Bonn nieder. 1901 erlag Muellenbach, erst 39-jährig, einem Krebsleiden.
Mehrere seiner Romane haben autobiografischen Charakter. Er verarbeitete seine Studenten- und Journalistenjahre in Die Hansebrüder und seine Krankheit in seinem letzten Roman Maria. Andere Werke zeichnen kulturhistorische Motive des Rheinlands, wie der altkölnische Roman Die Siebolds von Lyskirchen. Muellenbach trat vor allem als Schöpfer humorvoller Novellen und von Gedichten hervor, deren nicht wenige in der populären Familienzeitschrift Die Gartenlaube veröffentlicht wurden.

## Werke (Auswahl)
- Comoediae elegiacae. Fasciculus primus. Vitalis Aulularia. Eduard Weber, Bonn 1885 Digitalisat auf Internet Archive
- Gedichte. Cotta, Stuttgart 1894
- Wunderliche Leute: Geschichten u. Skizzen. Reissner, Dresden 1895
- Abseits. Cotta, Stuttgart 1896
- Vom heißen Stein. Roman. Cotta, Stuttgart 1897 Digitalisat auf Internet Archive.
- Vom Schreibtisch und aus dem Atelier: Mein schwarzes Buch. In: Velhagen und Klasings Monatshefte. Jg. 11 (1896/97), Bd. 2, Heft 12, August 1897, S. 681–686.
- Die Hansebrüder. Reissner, Dresden 1898
- Die Siebolds von Lyskirchen. Deutsche Verlags-Anstalt, Stuttgart 1899
- Altrheinische Geschichten. Reissner, Dresden 1899
- Schutzengelchen. DVU Deutsche Verlags-Anstalt, Stuttgart 1900
- Brumaire. In: Velhagen & Klasings Roman-Bibliothek. Jg. 11 (1900/1901), S. 307–395 Digitalisat auf Internet Archive.
- Aus der Rumpelkiste : Roman, 2. Aufl. Deutsche Verlags-Anstalt, Stuttgart 1901 Digitalisat auf Hathitrust.
- Maria. Felber, Berlin 1901.
- Aphrodite und andere Novellen. Cotta, Stuttgart 1902.
- Johannissegen. Die Silberdistel. 2. Auflage. 16. bis 35. Tausend. Volksbildungsverein zu Wiesbaden, Wiesbaden 1904 (= Wiesbadener Volksbücher Nr. 29) Digitalisat auf Internet Archive.
- Franz Friedrich Ferdinand. Zwischenblätter aus der Chronik eines Kleinstaats. 1. Auflage. (1. bis 20. Tausend.) Volksbildungsverein zu Wiesbaden, Wiesbaden 1904 (= Wiesbadener Volksbücher Nr. 44) Digitalisat auf Internet Archive.
- Waldmann und Zampa und andere Novellen. Reclam, Leipzig 1908.
- Rheinische Geschichten. Gilde-Verlag, Köln 1931.